# Соколов, Сергей Дмитриевич (старшина)
Сергей Дмитриевич Соколов (1924—?) — старшина Рабоче-крестьянской Красной Армии, участник Великой Отечественной войны, полный кавалер ордена Славы, лишён всех званий и наград в связи с осуждением.

## Биография
Сергей Соколов родился в 1924 году в деревне Беспутово (ныне не существует, находилась на территории современного Череповецкого района Вологодской области). Окончил начальную школу. Перед войной проживал и работал в Мурманске. В августе 1942 года Соколов был призван на службу в Красную Армию. С осени 1943 года — на фронтах Великой Отечественной войны. Воевал в составе артиллерийской батареи 222-го стрелкового полка 49-й стрелковой дивизии 33-й армии 1-го Белорусского фронта.
В первый раз отличился во время боя за деревню Юшкевичи. 30-31 марта 1944 года он лично уничтожил 2 станковых пулемёта, вынес из-под обстрела получившего тяжёлое ранение командира батареи. Когда его орудие было повреждено, Соколов организовал его эвакуацию в тыл. 4 июня 1944 года он был награждён орденом Славы 3-й степени.
4 июля 1944 года в боях под Минском расчёт Соколова построил мост через реку и переправил по нему своё орудие, после чего принял активное участие в боях за захват и удержание плацдарма на её западном берегу. В тех боях он лично уничтожил три пулемёта, две повозки и около взвода пехоты. 5 октября 1944 года он заменил собой погибшего наводчика и лично уничтожил танк, четыре пулемёта, два миномёта и один наблюдательный пункт. 6 ноября 1944 года Соколов был награждён орденом Славы 2-й степени.
В третий раз отличился во время освобождения Польши. 14 января 1945 года вместе со своим расчётом он лично уничтожил четыре пулемёта, два дзота и около взвода вражеской пехоты.
Указом Президиума Верховного Совета СССР от 31 мая 1945 года за «образцовое выполнение боевых заданий командования на фронте борьбы с немецкими захватчиками и проявленные при этом доблесть и мужество» старшина Сергей Соколов был награждён орденом Славы 1-й степени.
В начале апреля 1945 года во время ссоры Соколов убил офицера, за что Военный трибунал 49-й стрелковой дивизии приговорил его к 10 годам исправительно-трудовых лагерей.
Указом Президиума Верховного Совета СССР от 7 октября 1947 года Сергей Соколов был лишён всех званий и наград.
В 1985 году Соколов был награждён орденом Отечественной войны 2-й степени.